# Austrian International 2019
Die Austrian International 2019 (auch Austrian Open 2019) fanden vom 20. bis zum 23. Februar 2019 in Wien statt. Es war die 48. Austragung dieser offenen internationalen Meisterschaften von Österreich im Badminton.

## Sieger und Platzierte
| Disziplin    | Gold                       | Silber                             | Bronze                         |
| ------------ | -------------------------- | ---------------------------------- | ------------------------------ |
| Herreneinzel | Mark Caljouw               | Li Shifeng                         | Liu Haichao                    |
| Herreneinzel | Mark Caljouw               | Li Shifeng                         | Soo Teck Zhi                   |
| Dameneinzel  | Wang Zhiyi                 | Porntip Buranaprasertsuk           | Li Yun                         |
| Dameneinzel  | Wang Zhiyi                 | Porntip Buranaprasertsuk           | Xu Wei                         |
| Herrendoppel | Guo Xinwa Liu Shiwen       | Joel Eipe Rasmus Kjær              | Supak Jomkoh Wachirawit Sothon |
| Herrendoppel | Guo Xinwa Liu Shiwen       | Joel Eipe Rasmus Kjær              | Callum Hemming Tom Wolfenden   |
| Damendoppel  | Liu Xuanxuan Xia Yuting    | Anastasiia Akchurina Olga Morozova | Sayaka Hobara Natsuki Sone     |
| Damendoppel  | Liu Xuanxuan Xia Yuting    | Anastasiia Akchurina Olga Morozova | Hu Xianglin Wu Qianqian        |
| Mixed        | Robin Tabeling Selena Piek | Danny Bawa Chrisnanta Tan Wei Han  | Adam Hall Julie MacPherson     |
| Mixed        | Robin Tabeling Selena Piek | Danny Bawa Chrisnanta Tan Wei Han  | Liang Weikeng Xia Yuting       |